# Scherliet
De Scherliet is een klein natuurgebiedje in de gemeente Peel en Maas in de Nederlandse provincie Limburg.
Het gebiedje bestaat uit enkele bosjes en graslanden langs de Helenavaart ten westen van Grashoek. Plaatselijk komen bijzondere vegetaties voor. Het sluit naar het zuiden toe aan bij het Kwakvors, naar het westen bij de Helenavaart en 't Molentje, en naar het noorden bij het Peelgebied het Zinkske.